# Nohutalanı, Yavuzeli
Nohutalan là một xã thuộc huyện Yavuzeli, tỉnh Gaziantep, Thổ Nhĩ Kỳ. Dân số thời điểm năm 2011 là 139 người.